# Robbie Coltrane
Robbie Coltrane, pseudonimo di Anthony Robert McMillan (Rutherglen, 30 marzo 1950 – Larbert, 14 ottobre 2022), è stato un attore e comico britannico.
Noto al grande pubblico principalmente per aver interpretato il ruolo di Rubeus Hagrid nella saga cinematografica di Harry Potter, per cui ha ricevuto candidature BAFTA e ai Saturn Award, Coltrane ha altresì vestito i panni del personaggio di Valentin Zukovsky in due film della saga di James Bond (Goldeneye e Il mondo non basta). Inoltre, ha vinto tre British Academy Television Awards grazie alla serie televisiva Cracker (1993-1996).

## Biografia
Figlio di un medico (morto quando Robbie era adolescente) e di una pianista, nacque a Rutherglen nel South Lanarkshire in Scozia nel 1950, e studiò sporadicamente al Glenalmond College a Perth and Kinross, alla Glasgow School of Art, e alla Moray House College Of Education a Edimburgo. Iniziò a dedicarsi alla recitazione a vent'anni, prendendo il nome d'arte di Coltrane (in tributo al sassofonista jazz John Coltrane) e lavorando in teatro e nelle stand-up comedy. Le sue capacità di comico gli procurarono ruoli nella serie televisiva The Comic Strip Presents (1982) e fu una delle star di Laugh??? I Nearly Paid My Licence Fee (1984).
Presto approdò al cinema, ottenendo piccoli ruoli in numerosi film come La morte in diretta (1980), Scrubbers (1983), Absolute Beginners (1986) e Mona Lisa (1986). In televisione apparve inoltre in Tutti Frutti (1987), nel ruolo di Samuel Johnson in Blackadder (1987) (ruolo più tardi ripreso nel più serio Boswell and Johnson's Tour of the Western Islands (1993)), e in diversi stand-up e sketch comedy show. Fu con Eric Idle in Suore in fuga (1990), e interpretò il Papa in Mio papà è il Papa (1991). Interpretò inoltre un detective che crede di essere Humphrey Bogart nella commedia televisiva The Bogie Man.
I suoi ruoli andarono di bene in meglio negli anni novanta con la serie televisiva Cracker (1993-1996) con cui conquistò tre premi British Academy Television Award per il miglior attore consecutivi e successivamente in due di James Bond GoldenEye (1995) e Il mondo non basta (1999), così come il ruolo del mezzogigante Rubeus Hagrid in Harry Potter e la pietra filosofale (2001), Harry Potter e la camera dei segreti (2002), Harry Potter e il prigioniero di Azkaban (2004), Harry Potter e il calice di fuoco (2005), Harry Potter e l'Ordine della Fenice (2007) e Harry Potter e il principe mezzosangue, Harry Potter e i Doni della Morte - Parte 1 e Harry Potter e i Doni della Morte - Parte 2 (anche se nei campi lunghi appare la sua controfigura, l'ex rugbista inglese Martin Bayfield, 208 cm d'altezza). Fu il sergente Peter Godley nel film La vera storia di Jack lo squartatore - From Hell (2001) dei fratelli Hughes.
È deceduto all'età di 72 anni il 14 ottobre 2022 a Larbert a causa di una grave osteoartrosi che l'aveva costretto da due anni sulla sedia a rotelle.

## Vita privata
Residente vicino a Glasgow, Coltrane collezionava auto d'epoca. Nel 1999 sposò la scultrice Rhona Gemmell, da cui ha avuto due figli: Spencer, nato nel 1992 e Alice, nata nel 1998. Nel 2003 i due coniugi si separarono.

## Filmografia

### Attore

#### Cinema
- La morte in diretta (La mort en direct), regia di Bertrand Tavernier (1980)
- Flash Gordon, regia di Mike Hodges (1980)
- Subway Riders, regia di Amos Poe (1981)
- Britannia Hospital, regia di Lindsay Anderson (1982)
- Scrubbers, regia di Mai Zetterling (1982)
- Scotch Myths, regia di Murray Grigor (1982)
- Krull, regia di Peter Yates (1983)
- Ghost Dance, regia di Ken McMullen (1983)
- Loose Connections, regia di Richard Eyre (1983)
- Chinese Boxes, regia di Christopher Petit (1984)
- Ma guarda un po' 'sti americani! (National Lampoon's European Vacation), regia di Amy Heckerling (1985)
- Dossier confidenziale (Defence of the Realm), regia di David Drury (1985)
- The Supergrass, regia di Peter Richardson (1985)
- Revolution, regia di Hugh Hudson (1985)
- Caravaggio, regia di Derek Jarman (1986)
- Absolute Beginners, regia di Julien Temple (1986)
- Mona Lisa, regia di Neil Jordan (1986)
- Mangia il ricco (Eat the Rich), regia di Peter Richardson (1987)
- Fruit machine, breve la vita di Eddie (The Fruit Machine), regia di Philip Saville (1988)
- Slipstream, regia di Steven Lisberger (1989)
- Bert Rigby, You're a Fool, regia di Carl Reiner (1989)
- Felice e vincente (Let It Ride), regia di Joe Pytka (1989)
- Enrico V (Henry V), regia di Kenneth Branagh (1989)
- Dalla parte del cuore (Where the Heart Is), regia di John Boorman (1990)
- Suore in fuga (Nuns on the Run), regia di Jonathan Lynn (1990)
- Perfectly Normal, regia di Yves Simoneau (1990)
- Midnight Breaks, regia di Laurens C. Postma (1990)
- Triple Bogey on a Par Five Hole, regia di Amos Poe (1991)
- Mio papà è il Papa (Pope Must Die), regia di Peter Richardson (1991)
- Oh, What a Night, regia di Eric Till (1992)
- Le avventure di Huck Finn (The Adventures of Huck Finn), regia di Stephen Sommers (1993)
- GoldenEye, regia di Martin Campbell (1995)
- Buddy - Un gorilla per amico (Buddy), regia di Caroline Thompson (1997)
- Montana, regia di Jennifer Leitzes (1998)
- Delitti d'autore (Frogs for Snakes), regia di Amos Poe (1998)
- Le parole che non ti ho detto (Message in a Bottle), regia di Luis Mandoki (1999)
- Il mondo non basta (The World Is Not Enough), regia di Michael Apted (1999)
- La vera storia di Jack lo squartatore - From Hell (From Hell), regia di Allen e Albert Hughes (2001)
- On the Nose, regia di David Caffrey (2001)
- Harry Potter e la pietra filosofale (Harry Potter and the Philosopher's Stone), regia di Chris Columbus (2001)
- Harry Potter e la camera dei segreti (Harry Potter and the Chamber of Secrets), regia di Chris Columbus (2002)
- Van Helsing, regia di Stephen Sommers (2004)
- Harry Potter e il prigioniero di Azkaban (Harry Potter and the Prisoner of Azkaban), regia di Alfonso Cuarón (2004)
- Ocean's Twelve, regia di Steven Soderbergh (2004)
- Harry Potter e il calice di fuoco (Harry Potter and the Goblet of Fire), regia di Mike Newell (2005)
- Provoked: A True Story, regia di Jag Mundhra (2006)
- Alex Rider: Stormbreaker (Stormbreaker), regia di Geoffrey Sax (2006)
- Harry Potter e l'Ordine della Fenice (Harry Potter and the Order of the Phoenix), regia di David Yates (2007)
- The Brothers Bloom, regia di Rian Johnson (2008)
- Harry Potter e il principe mezzosangue (Harry Potter and the Half Blood Prince), regia di David Yates (2009)
- Harry Potter e i Doni della Morte - Parte 1 (Harry Potter and the Deathly Hallows: Part I), regia di David Yates (2010)
- Harry Potter e i Doni della Morte - Parte 2 (Harry Potter and the Deathly Hallows: Part II), regia di David Yates (2011)
- Grandi speranze (Great Expectations), regia di Mike Newell (2012)
- Effie Gray - Storia di uno scandalo (Effie Gray), regia di Richard Laxton (2014)

#### Televisione
- Play for Today - serie TV, episodio 9x13 (1979)
- The Lost Tribe - miniserie TV, episodio 1x01 (1980)
- The House with the Green Shutters, regia di Alex Marshall (1980)
- Metal Mickey - serie TV, episodio 2x02 (1981)
- Keep It in the Family - serie TV, episodio 3x05 (1981)
- 81 Take 2, regia di Rod Natkiel - film TV (1981)
- Kevin Turvey: The Man Behind the Green Door, regia di Colin Gilbert - film TV (1982)
- The Young Ones - serie TV, 3 episodi (1982-1984)
- The Comic Strip Presents... - serie TV, 19 episodi (1982-2012)
- Luna - serie TV, episodio 1x02 (1983)
- Are You Being Served? - serie TV, episodio 9x04 (1983)
- The Crystal Cube, regia di John Kilby - film TV (1983)
- Boswell for the Defence, regia di Gareth Davies - film TV (1983)
- Alfresco - serie TV, 13 episodi (1983-1984)
- A Kick Up the Eighties - serie TV, 4 episodio (1984)
- Minder - serie TV, episodio 5x02 (1984)
- Laugh??? I Nearly Paid My Licence Fee - serie TV, 6 episodi (1984)
- Girls on Top - serie TV, episodio 1x03 (1985)
- Tutti Frutti - miniserie Tv, 6 episodi (1987)
- Blackadder the Third - serie TV, episodio 1x02 (1987)
- French and Saunders - serie TV, episodio 2x06 (1988)
- Thompson - serie TV, 2 episodi (1988)
- Blackadder's Christmas Carol, regia di Richard Boden - film TV (1988)
- Danny il campione del mondo (Danny the Champion of the World), regia di Gavin Millar - film TV (1989)
- Screen One - serie TV, episodio 3x07 (1991)
- The Bogie Man, regia di Charles Gormley - film TV (1992)
- Screenplay - serie TV, episodio 8x06 (1993)
- Cracker - serie TV, 25 episodi (1993-2006)
- The Ebb-Tide, regia di Nicholas Renton - film TV (1998)
- Cracker - serie TV, episodio 1x14 (1999)
- Alice nel Paese delle Meraviglie (Alice in Wonderland), regia di Nick Willing - film TV (1999)
- The Planman, regia di John Strickland - film TV (2003)
- Frasier - serie TV, episodio 11x23 (2004)
- Still Game - serie TV, episodio 4x03 (2005)
- Cracker, regia di Antonia Bird - film TV (2006)
- Murderland - miniserie TV, 3 episodi (2009)
- Lead Balloon - serie TV, 2 episodi (2011)
- Yes, Prime Minister - serie TV, episodio 1x05 (2013)
- National Treasure - miniserie TV, 4 episodi (2016)
- Urban Myths - serie TV, 2 episodi (2019-2020)
- Harry Potter 20º anniversario - Ritorno a Hogwarts (Harry Potter 20th Anniversary: Return to Hogwarts), regia di Eran Creevy, Joe Pearlman e Giorgio Testi – film TV (2022)

### Produttore esecutivo
- The Planman, regia di John Strickland - film TV (2003)
- Urban Myths - serie TV, 1 episodio (2020)

### Regista
- The Comic Strip Presents... - serie TV, episodio 7x06 (1993)

### Doppiatore
- Due cuccioli nella savana (Pride), regia di John Downer (2004)
- Le avventure del topino Despereaux (The Tale of Despereaux), regia di Sam Fell e Robert Stevenhagen (2008)
- Gooby, regia di Wilson Coneybeare (2009)
- Il Gruffalo (The Gruffalo), regia di Max Lang e Jakob Schuh - cortometraggio (2009)
- Gruffalo e la sua piccolina (The Gruffalo's Child), regia di Johannes Weiland e Uwe Heischötter - cortometraggio (2011)
- Il figlio di Babbo Natale (Arthur Christmas), regia di Sarah Smith (2011)
- Ribelle - The Brave (Brave), regia di Mark Andrews e Brenda Chapman (2012)

## Riconoscimenti
- British Academy Television Awards
  - 1987 – Candidatura al miglior attore per Tutti Frutti
  - 1994 – Miglior attore per Cracker
  - 1995 – Miglior attore per Cracker
  - 1996 – Miglior attore per Cracker
  - 2016 – Candidatura al miglior attore per National Treasure

- British Academy Film Award
  - 2001 – Candidatura al miglior attore non protagonista per Harry Potter e la pietra filosofale

- British Academy Scotland Award
  - 2011 – Outstanding Contribution Honor

- Broadcasting Press Guild Award
  - 1996 – Miglior attore per Cracker
  - 2016 – Miglior attore per National Treasure

- Royal Television Society Award
  - 1996 – Miglior attore per Cracker
  - 2016 – Miglior attore per National Treasure

- Saturn Award
  - 2001 – Candidatura al miglior attore non protagonista

## Doppiatori italiani
Nelle versioni in italiano delle sue opere, Robbie Coltrane è stato doppiato da:
- Francesco Pannofino in Harry Potter e la pietra filosofale, Harry Potter e la camera dei segreti, Harry Potter e il prigioniero di Azkaban, Harry Potter e il calice di fuoco, Harry Potter e l'Ordine della Fenice, Harry Potter e il principe mezzosangue, Harry Potter e i Doni della Morte - Parte 1, Harry Potter e i Doni della Morte - Parte 2, Effie Gray - Storia di uno scandalo, Harry Potter 20° anniversario - Ritorno a Hogwarts
- Massimo Corvo in Le avventure di Huck Finn,  Il mondo non basta, La vera storia di Jack lo squartatore - From Hell, Grandi speranze
- Angelo Nicotra in Krull, Dossier confidenziale, Suore in fuga, Le parole che non ti ho detto
- Piero Tiberi in Mona Lisa
- Toni Orlandi in Slipstream
- Paolo Buglioni in GoldenEye
- Bruno Alessandro in Enrico V
- Renato Cecchetto in Ocean's Twelve
- Fabrizio Pucci in Cracker
- Stefano Mondini in Alice nel Paese delle Meraviglie
- Carlo Valli in Mio papà è il Papa
- Alessandro Rossi in Buddy - Un gorilla per amico

Da doppiatore è sostituito da:
- Eugenio Marinelli in Van Helsing, Van Helsing - La missione londinese
- Alessandro D'Errico ne Il Gruffalo[7], Gruffalo e la sua piccolina[8]
- Stefano Mondini in Le avventure del topino Despereaux
- Giobbe Covatta in Ribelle - The Brave